# Yoram Tsafrir

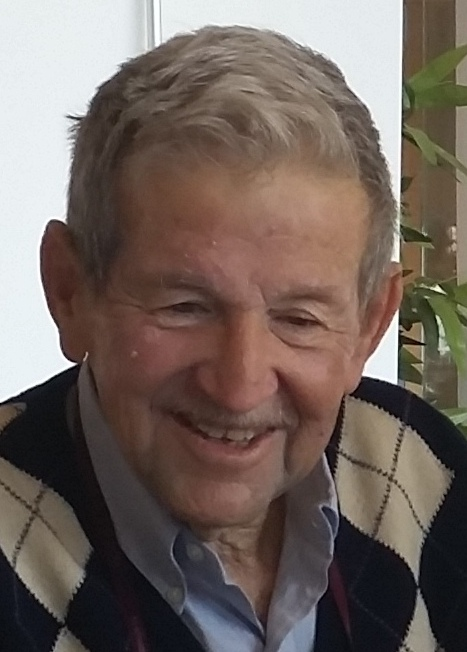
Yoram Tsafrir

Yoram Tsafrir, יורם צפריר ursprünglich יורם אבי־תמר Yoram Avi-Tamar (* 30. Januar 1938 in Kfar Azar; † 23. November 2015 in Jerusalem) war ein israelischer Archäologe mit einem Schwerpunkt auf der christlich-byzantinischen Epoche. Er engagierte sich für den Erhalt archäologischer Stätten und ihre Erschließung für die Öffentlichkeit. Zugleich wandte er sich gegen das, was er als Eindringen politischer Interessen in archäologische Projekte ansah.

## Leben
Yoram Tsafrir wurde im Moschaw Kfar Azar geboren als jüngstes Kind von Nehamia Feigin und Zippora, geb. Eisenstein. Seine Eltern waren in den 1920er Jahren aus Belarus eingewandert. Als Volontär bei Surveys und Grabungen entwickelte Tsafrir sein Interesse für die Archäologie.
Das Studium der Archäologie und der Geschichte des antiken Judentums an der Hebräischen Universität schloss er 1961 mit dem Grad des Bachelor ab und heiratete im folgenden Jahr Sarai Muchnik (später Bibliothekarin an der National- und Universitätsbibliothek Jerusalem).
Nach seinem Militärdienst gehörte Yoram Tsafrir zu den Gründern des linksgerichteten Kibbuz Or HaNer im nördlichen Negev (1955 bis 1957). Im Sechstagekrieg wurde er als Reservist einberufen und erlitt schwere Beinverletzungen. Nach mehreren Operationen blieb er zeitlebens gehbehindert. (Seine Erfahrungen verarbeitete er in dem Buch פציעה Injury, für das er 1976 den Yitzhak-Sadeh-Preis für militärische Literatur erhielt.)
Nach seiner Rehabilitation setzte er sein Studium der Archäologie fort (Lecturer 1969, Senior Lecturer 1976). 1976 promovierte er mit einer Arbeit über Zion, den Südwesthügel Jerusalems, und seine Rolle in der urbanen Entwicklung der byzantinischen Stadt.
Khirbet Bureikut bei Kfar Etzion war die erste von zahlreichen byzantinischen Kirchen, die Tsafrir archäologisch erforschte. Er leitete unter anderem die Ausgrabungen der hasmonäischen Festung Alexandreion und in Skythopolis, einem urbanen Zentrum der römischen, byzantinischen und frühmuslimischen Zeit.
Nachdem sein Mentor Michael Avi-Yonah 1974 verstorben war, führte Tsafrir zahlreiche seiner Projekte weiter, vor allem den Gazetteer of Roman Palestine. Ab 1981 war er Assistant Professor, 1987 Professor, 1989 bis 1992 Direktor des Instituts für Archäologie; von 2001 bis 2007 war er Direktor der Nationalbibliothek. Er war außerdem seit 2001 Mitglied der Israel Academy of Sciences and Humanities.

## Lehre
Yoram Tsafrir etablierte die byzantinisch-christliche Archäologie des Heiligen Landes als selbständige Disziplin, die den Zeitraum von Konstantin dem Großen (313) bis zur arabischen Eroberung (636–640) umfasst. Für sein Lebenswerk, insbesondere für die von ihm entwickelte Methodik zur Verbindung von Quellenstudium und Archäologie, wurde er 2014 mit dem EMET-Preis ausgezeichnet.
Er war als Forscher Spezialist für die multiethnische und multikulturelle Geschichte Jerusalems und wandte sich gegen aktuelle Projekte, die jüdische Präsenz im Muslimischen Viertel von Jerusalem gezielt zu verstärken; dabei dienten der Ir David (City of David) Foundation archäologische Grabungen als Ansatzpunkte für den Aufbau solcher jüdischer Nachbarschaften. Yoram Tsafrir stellte sich in den 1990er Jahren an die Spitze einer Initiative gegen Pläne der Western Wall Heritage Foundation, an der Stelle einer wichtigen archäologischen Stätte an der Klagemauer-Plaza den Bürokomplex Beit Haliba zu bauen.
Tsafrir protestierte gegen das Tempo, mit dem die Ausgrabungen in der Davidsstadt vorangetrieben wurden und hinter dem seiner Meinung nach eine politische Agenda stand.

## Veröffentlichungen (in Auswahl)
- Excavations at Rehovot-in-the-Negev (= Qedem. Band 25). Hebrew University, Jerusalem, 1988.
- Ancient Churches Revealed. Israel Exploration Society, Jerusalem 1993.
- mit Leah Di Segni, Judith Green: Tabula Imperii Romani: Iudaea Palaestina: Eretz Israel in the Hellenistic, Roman and Byzantine Periods. Maps and Gazetteer. Israel Academy of Sciences and Humanities, Jerusalem 1994, ISBN 9-65-208107-8.
- mit Leah Di Segni, Judith Green: The Onomasticon of Iudaea-Palaestina and Arabia in the Greek and Latin Sources. Band 1: Introduction, Sources and Major Texts. Israel Academy of Sciences and Humanities, Jerusalem 2015.
- mit Martin Biddle, Michel Zabé, Garo Nalbandian: Die Grabeskirche in Jerusalem. Belser, Stuttgart 2000.
- Funding Archaeological Research: National-cultural Values and Objective Knowledge – the Israeli Experience. In: Matthias Dörries, Lorraine Daston, Michael Hagner (Hrsg.): Wissenschaft zwischen Geld und Geist. Max-Planck-Institut für Wissenschaftsgeschichte, Berlin 2001, S. 123–131.